# وئولیا ترانسپورت
وئولیا ترانسپورت (انگلیسی: Veolia Transport) شرکت کشتیرانی فرانسوی است، که در سال ۱۸۷۶ تأسیس شد.